# Каень
Кае́нь (фр. Cahaignes) — колишній муніципалітет у Франції, у регіоні Нормандія, департамент Ер. Населення — 359 осіб (2011).
Муніципалітет був розташований на відстані близько 70 км на північний захід від Парижа, 45 км на південний схід від Руана, 40 км на північний схід від Евре.

## Історія
До 2015 року муніципалітет перебував у складі регіону Верхня Нормандія. Від 1 січня 2016 року належав до нового об'єднаного регіону Нормандія.
1 січня 2016 року Каень, Бертенонвіль, Бю-Сен-Ремі, Кантьє, Сів'єр, Дамменій, Еко, Фонтене, Форе-ла-Фолі, Фурж, Фур-ан-Вексен, Гітрі, Панієз i Турні було об'єднано в новий муніципалітет Вексен-сюр-Епт.

## Демографія
Динаміка населення (INSEE ):
Розподіл населення за віком та статтю (2006):
| Стать | Всього | До 15 років | 15-24 | 25-44 | 45-64 | 65-85 | Понад 85 |
| --- | ------ | ----------- | ----- | ----- | ----- | ----- | -------- |
| Чоловіки | 156    | 41          | 12    | 75    | 20    | 8     | 0        |
| Жінки | 190    | 49          | 25    | 67    | 29    | 12    | 8        |
| \| Статево-вікова піраміда \| Статево-вікова піраміда \| Статево-вікова піраміда \| \| ----------------------- \| ----------------------- \| ----------------------- \| \| Чоловіки \| Вік \| Жінки \| \| 0 \| 85 + \| 8 \| \| 0 \| 80-84 \| 0 \| \| 4 \| 75-79 \| 0 \| \| 4 \| 70-74 \| 4 \| \| 0 \| 65-69 \| 8 \| \| 0 \| 60-64 \| 8 \| \| 4 \| 55-59 \| 0 \| \| 8 \| 50-54 \| 0 \| \| 8 \| 45-49 \| 21 \| \| 46 \| 40-44 \| 21 \| \| 8 \| 35-39 \| 21 \| \| 17 \| 30-34 \| 21 \| \| 4 \| 25-29 \| 4 \| \| 0 \| 20-24 \| 0 \| \| 12 \| 15-20 \| 25 \| \| 21 \| 10-14 \| 12 \| \| 12 \| 5-9 \| 29 \| \| 8 \| 0-4 \| 8 \| |        |             |       |       |       |       |          |
| Статево-вікова піраміда |        |             |       |       |       |       |          |
| Чоловіки | Вік    | Жінки       |       |       |       |       |          |
| 0 | 85 +   | 8           |       |       |       |       |          |
| 0 | 80-84  | 0           |       |       |       |       |          |
| 4 | 75-79  | 0           |       |       |       |       |          |
| 4 | 70-74  | 4           |       |       |       |       |          |
| 0 | 65-69  | 8           |       |       |       |       |          |
| 0 | 60-64  | 8           |       |       |       |       |          |
| 4 | 55-59  | 0           |       |       |       |       |          |
| 8 | 50-54  | 0           |       |       |       |       |          |
| 8 | 45-49  | 21          |       |       |       |       |          |
| 46 | 40-44  | 21          |       |       |       |       |          |
| 8 | 35-39  | 21          |       |       |       |       |          |
| 17 | 30-34  | 21          |       |       |       |       |          |
| 4 | 25-29  | 4           |       |       |       |       |          |
| 0 | 20-24  | 0           |       |       |       |       |          |
| 12 | 15-20  | 25          |       |       |       |       |          |
| 21 | 10-14  | 12          |       |       |       |       |          |
| 12 | 5-9    | 29          |       |       |       |       |          |
| 8 | 0-4    | 8           |       |       |       |       |          |

## Економіка
2010 року серед 245 осіб працездатного віку (15—64 років) 191 була активною, 54 — неактивними (показник активності 78,0%, у 1999 році було 80,1%). З 191 активної мешканців працювало 170 осіб (99 чоловіків та 71 жінка), безробітними було 21 (10 чоловіків та 11 жінок). Серед 54 неактивних 21 особа була учнем чи студентом, 13 — пенсіонерами, 20 були неактивними з інших причин.

У 2010 році в муніципалітеті числилось 126 оподаткованих домогосподарств, у яких проживали 363,0 особи, медіана доходів виносила 20 658 євро на одного особоспоживача